# Formula One Indoor Trophy de 1990
Formula One Indoor Trophy de 1990 foi a terceira edição do Formula One Indoor Trophy. A competição foi disputada nos dias 8 e 9 de Dezembro de 1990.

## Participantes
| Equipe/Scuderia     | Construtor | Chassis      | Motor                    | Pneus | Piloto                 |
| ------------------- | ---------- | ------------ | ------------------------ | ----- | ---------------------- |
| Coloni Racing       | Coloni     |              | Ford Cosworth DFR 3.5 V8 | G     | Pedro Chaves           |
| Coloni Racing       | Coloni     | Paolo Coloni | Ford Cosworth DFR 3.5 V8 | G     |                        |
| EuroBrun Racing     | EuroBrun   | ER189B       | Judd CV 3.5 V8           | P     | Andrea Montermini      |
| EuroBrun Racing     | EuroBrun   | ER189B       | Judd CV 3.5 V8           | P     | Domenico Schiattarella |
| Fondmetal Osella    | Osella     | FA1/ME       | Ford Cosworth DFR 3.5 V8 | P     | Olivier Grouillard     |
| SCM Minardi Team    | Minardi    | M190         | Ford Cosworth DFR 3.5 V8 | P     | Gianni Morbidelli      |
| Scuderia Italia SpA | Dallara    | 190          | Ford Cosworth DFR 3.5 V8 | P     | JJ Lehto               |

## Resultados
|  | Quartas de final | Quartas de final   | Quartas de final |                    |                   | Semi-finais | Semi-finais | Semi-finais |  |  | Final | Final | Final |  |
|  |                  |                    |                  |                    |                   |             |             |             |  |  |       |       |       |  |
|  | Itália           | Gianni Morbidelli  |                  |                    |                   |             |             |             |  |  |       |       |       |  |
|  | Itália           | Gianni Morbidelli  |                  |                    |                   |             |             |             |  |  |       |       |       |  |
|  | Itália           | D. Schiattarella   |                  |                    |                   |             |             |             |  |  |       |       |       |  |
|  | Itália           | D. Schiattarella   |                  | Itália             | Gianni Morbidelli |             |             |             |  |  |       |       |       |  |
|  |                  |                    |                  | Itália             | Gianni Morbidelli |             |             |             |  |  |       |       |       |  |
|  |                  |                    | Finlândia        | JJ Lehto           |                   |             |             |             |  |  |       |       |       |  |
|  | Finlândia        | JJ Lehto           | Finlândia        | JJ Lehto           |                   |             |             |             |  |  |       |       |       |  |
|  | Finlândia        | JJ Lehto           |                  |                    |                   |             |             |             |  |  |       |       |       |  |
|  | Itália           | Paolo Coloni       |                  |                    |                   |             |             |             |  |  |       |       |       |  |
|  | Itália           | Paolo Coloni       |                  | Itália             | Gianni Morbidelli |             |             |             |  |  |       |       |       |  |
|  |                  |                    |                  |                    |                   |             |             |             |  |  |       |       |       |  |
|  |                  |                    | França           | Olivier Grouillard |                   |             |             |             |  |  |       |       |       |  |
|  | Portugal         | Pedro Chaves       | França           | Olivier Grouillard | BYE               |             |             |             |  |  |       |       |       |  |
|  | Portugal         | Pedro Chaves       |                  |                    |                   |             |             |             |  |  |       |       |       |  |
|  |                  |                    |                  |                    |                   |             |             |             |  |  |       |       |       |  |
|  |                  | Portugal           | Pedro Chaves     |                    |                   |             |             |             |  |  |       |       |       |  |
|  |                  |                    |                  |                    |                   |             |             |             |  |  |       |       |       |  |
|  |                  |                    | França           | Olivier Grouillard |                   |             |             |             |  |  |       |       |       |  |
|  | Itália           | Andrea Montermini  | França           | Olivier Grouillard |                   |             |             |             |  |  |       |       |       |  |
|  | Itália           | Andrea Montermini  |                  |                    |                   |             |             |             |  |  |       |       |       |  |
|  | França           | Olivier Grouillard |                  |                    |                   |             |             |             |  |  |       |       |       |  |

### Resultado Final
| Formula One Indoor Trophy de 1990      |
| Gianni Morbidelli                      |
| -------------------------------------- |
| Gianni Morbidelli Vencedor (1º título) |